# Don Valley Parkway

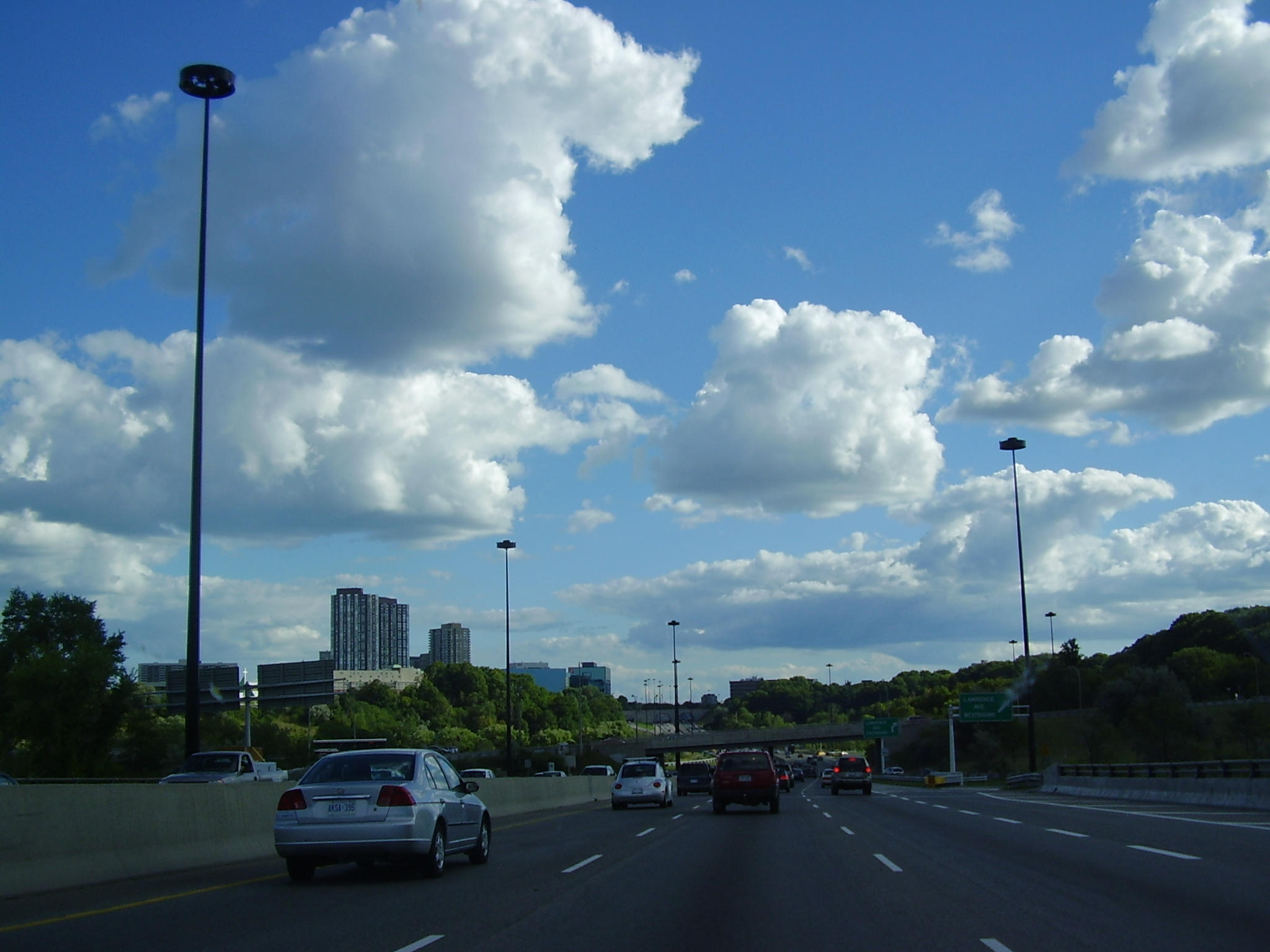
Don Valley Parkway, próxima às rampas de acesso da via expressa com a Eglinton Avenue.

O Don Valley Parkway, frequentemente chamada de DVP ou simplesmente como The Parkway, é uma via expressa que corre dentro da cidade canadense de Toronto, sendo uma via expressa municipal, sendo administrada pela cidade de Toronto. É assim chamada por correr ao longo do vale do Rio Don. A Don Valley corre em um sentido norte-sul, terminando ao norte na Highway 401, e ao sul na Gardiner Expressway, e continuando rumo ao norte como Highway 404. Conecta o centro financeiro de Toronto com regiões setentrionais da cidade e com cidades ao norte. 
A Don Valley Parkway é uma das via públicas mais movimentadas de Toronto, e severos congestionamentos são muito comuns em ambos os sentidos, diariamente, em todo o trecho da via expressa. Estes congestionamentos fizeram com que a via expressa ganhasse o cognome de Don Valley Parking Lot (Estacionamento Don Valley).
A Don Valley Parkway foi inaugurada em 1961, entre a Bloor Street / Bayview Avenue e a Eglinton Avenue. Foi sucessivamente expandida nos próximos anos até a Sheppard Avenue e a Gardiner Expressway, em 1964, com uma extensão até a Steeles Avenue sendo inaugurada em 1977. O trecho ao norte da Highway 401, porém, é atualmente administrado pela província de Ontário, com a designação de Highway 404.